# Oudhuizen
Oudhuizen was een gemeente in de Nederlandse provincie Utrecht. Het lag ten oosten van het dorp Wilnis en ten noorden van Geer.
De (voormalige) gemeente Wilnis ontstond uit een samenvoeging van de toenmalige gemeenten Oudhuizen en Wilnis op 8 september 1857.